# Achille Valenciennes

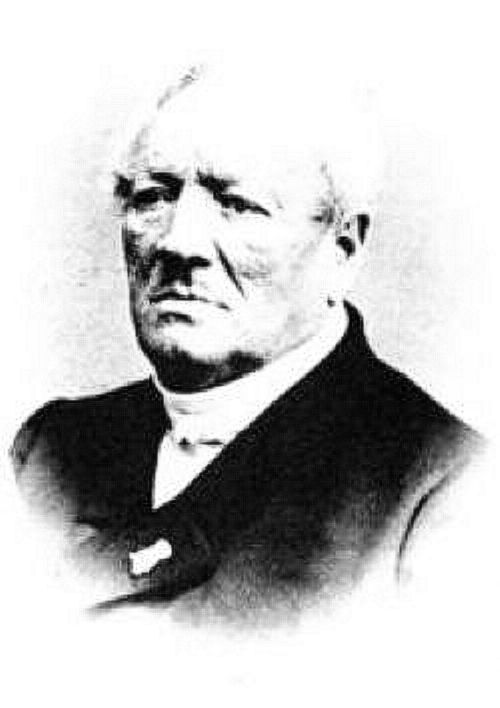
Achille Valenciennes

Achille Valenciennes (* 9. August 1794 in Paris; † 13. April 1865 ebenda) war ein französischer Zoologe, Ichthyologe und Malakologe.

## Leben

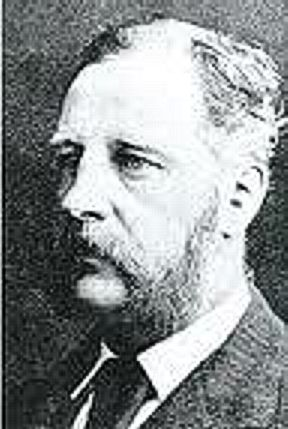
Achille Valenciennes

Er wurde im Muséum national d’histoire naturelle in Paris, wo sein Vater als wissenschaftlicher Assistent arbeitete und mit seiner Familie wohnte, geboren.
In der Schule collège glänzte er in Mathematik und man plante ihn zum Polytechnikum l’École polytechnique zu geben. Der frühe Tod seines Vaters zwang ihn aber, sein Studium aufzugeben und zu arbeiten, um seine Mutter und vier Schwestern zu unterstützen.
Noch vor seinem achtzehnten Lebensjahr wurde er préparateur im Muséum national d’histoire naturelle, seine Hauptaufgabe war an Säugetiere und Vögel auszustopften.
Aber wegen seiner überdurchschnittlichen Qualitäten wurde er sehr schnell mit anderen Aufgaben betraut. Er arbeitete zunächst für Étienne Geoffroy Saint-Hilaire (1772–1844) und dann im Jahre 1814 für Jean-Baptiste de Lamarck (1744–1829) wo er ihm als Assistent half die Sammlung von Wirbellosen, Zoophyten und Weichtieren zu arrangieren und klassifizieren. Diese Arbeit zog die Aufmerksamkeit von Georges Cuvier (1769–1832) auf sich. So dass er in Folge auch für Cuvier arbeitete.
1827 dehnte Valenciennes seine eigenen Forschungen auf die Fische aus. Er reiste nach England, Holland, Deutschland, um über Fische, die in den Museen oder privaten Sammlungen existieren zu lernen. Einige Jahre später wurde er zum Professor für Malakologie im Muséum national d’histoire naturelle ernannt. Seine Arbeiten auf dem Gebiet der Ichthyologie gingen dennoch weiter, etwa als Co-Autor der L’histoire naturelle des Poissons, eine grundlegende Publikation (im Zeitraum von 1828 bis 1850), in denen 4055 Arten von Fischen (davon 2311 neu) beschrieben wurden.
Dennoch veröffentlichte Valenciennes eine Reihe Werke über die Malakologie, unter ihnen die Beschreibungen der Mollusken, die weltweit bei der Expedition der Fregatte Venus La Vénus (1836–1839) unter der Kommandantur des Capitaine Abel Aubert Du Petit-Thouars (1793–1864) gesammelt wurden.
Im Jahr 1832 übernahm er den Lehrstuhl für Anneliden, Mollusken und Zoophyten im Muséum national d’histoire naturelle in Paris von Henri Marie Ducrotay de Blainville (1777–1850). Der seinerseits zwei Jahre nach dem Tod von Cuvier, also 1834 den Lehrstuhl für Vergleichende Anatomie erhielt und ihn 18 Jahre lang ausfüllte.
Seine wissenschaftlichen Untersuchungen an in Menschen parasitierenden Würmern haben einen wichtigen Beitrag zur Parasitologie geleistet. Zu seinen weiteren Arbeiten gehören systematische Untersuchungen an fossilen und rezenten Arten.
Zusammen mit Cuvier arbeitete er von 1828 bis 1848 an der 22-bändigen Histoire naturelle des poissons (Naturgeschichte der Fische), die er nach Cuviers Tod 1832 vollendete. Mit Alexander von Humboldt (1769–1859) verband ihn eine lebenslange Freundschaft, insgesamt sind 70 Briefe beider veröffentlicht. So hatte er zu Beginn seiner Karriere die Aufgabe die Tiere zu beschreiben und zu klassifizieren, die Alexander von Humboldt und Aimé Jacques Alexandre Bonpland (1773–1858) von ihren Reisen im tropischen Amerika von 1799 bis 1803 mitbrachten bzw. schickten.
Ab 1844 war Valenciennes Mitglied der Académie des sciences. 1836 wurde er als korrespondierendes Mitglied in die Preußische Akademie der Wissenschaften aufgenommen.

## Nach Valenciennes benannte Taxa
- Acropora valenciennesi, Milne Edwards & Haime, (1860)
- Ophiacantha valenciennesi, Lyman (1879)
- Glossodoris valenciennesi, Cantraine (1835)
- Hypselodoris valenciennesi, Cantraine (1841)
- Lithuaria valenciennesi, d’Hondt (1984)
- Montastrea valenciennesi, Milne Edwards & Haime (1848)
- Symphyllia valenciennesi, Milne Edwards & Haime (1849)
- Oculina valenciennesi, Milne Edwards & Haime (1850)
- Callionymus valenciennei, Temminck & Schlegel (1845)[6]

## Werke
- G. Cuvier, A. Valenciennes: Histoire naturelle des Poissons. Pitois-Levrault-Tome XIV, Paris 1839.
- A. Valenciennes: Aspidophoroide. Dictionnaire universel d’histoire naturelle. C. d’Orbigny (dir.), 1841, vol. 2, S. 237–238.
- A. Valenciennes: Description d’une nouvelle espèce d’Aspidophore pêché dans l’une des anses du port de l’empereur Nicolas. CR Acad. Sci Paris 1858, vol. 47, S. 1040–1043.